# RADICAAL
RADICAAL is de politieke jongerenorganisatie van BIJ1. De organisatie is opgericht in januari 2018 en stelt te strijden voor 'radicale gelijkwaardigheid, dekolonisatie en economische rechtvaardigheid'.

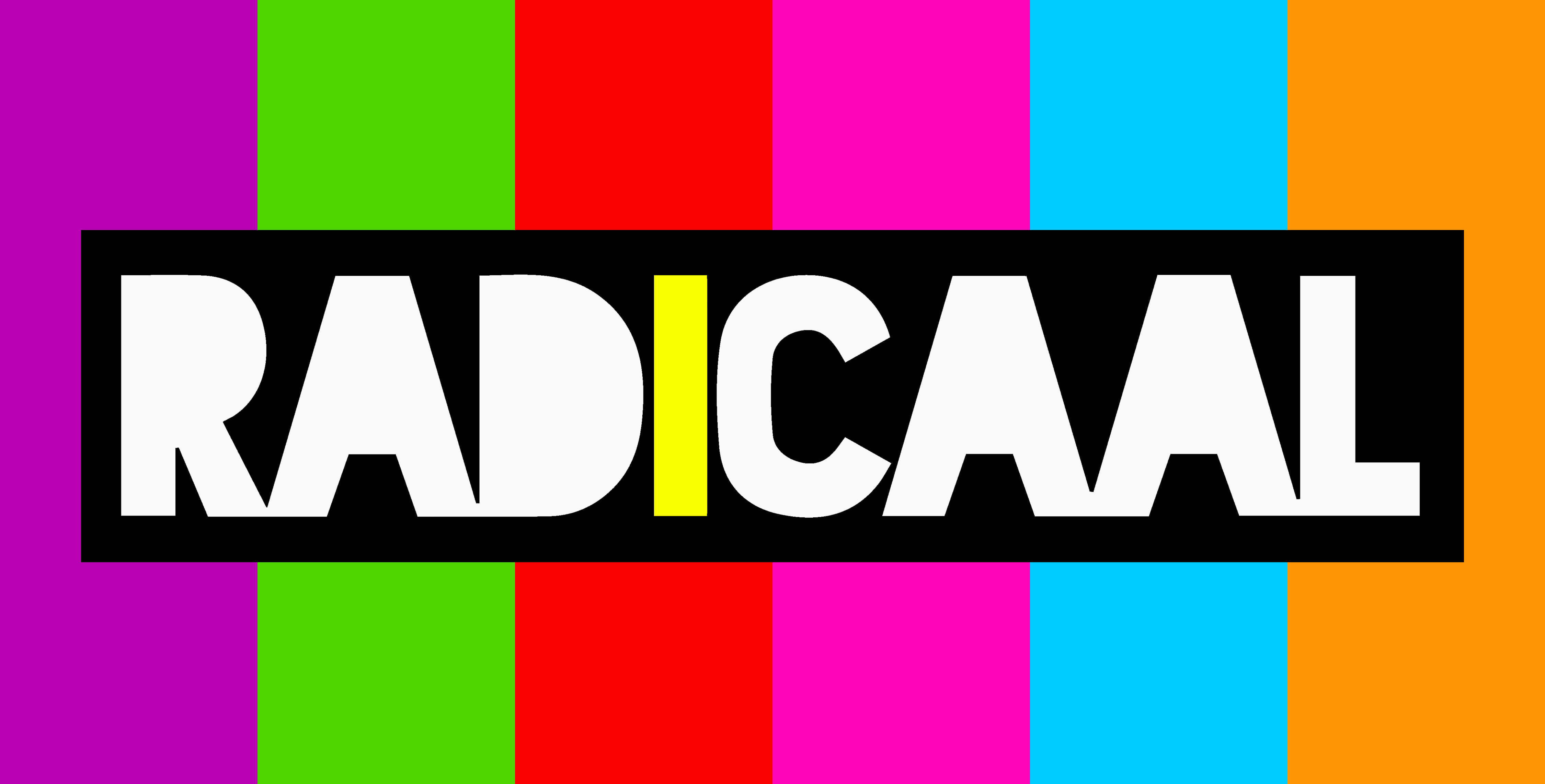
Logo van RADICAAL tot 2023

## Organisatie
RADICAAL is een jongerenorganisatie die nauw verbonden is aan de moederpartij BIJ1, maar haar eigen standpunten bepaalt. Er is een landelijk bestuur bestaande uit zeven bestuursleden. 
Sinds juni 2021 is dubbellidmaatschap met andere politieke jongerenorganisaties niet toegestaan.
Het bestuur van RADICAAL bestond voor een lange tijd uit Wala Nura (voorzitter), Funmi Joseph (acties), Quirina Dekker (interne organisatie), Berke Ali (communicatie), Robin Vastenburg (secretaris), Feline Armstorff (financiën) en Ilyas Fdis.
Op 14 mei 2023 werd het huidige bestuur verkozen, met een tweetal co-voorzitters: Mick (geen achternaam opgegeven, voorzitter), Leanne van der Velden, Jesse ten Caat (communicatie), en Ejilay Chin-A-Joe (algemeen bestuurslid). Van der Velden en Mick stelden zich verkiesbaar op basis van een expliciet communistisch platform. Met hen werd ook Amine Amraoui verkozen tot penningmeester en co-voorzitter, maar hij is niet langer lid van het bestuur.

## Acties
RADICAAL heeft met haar acties en campagnes meermaals het nieuws gehaald, vooral omdat ze leidden tot negatieve reacties.
Zo plaatste RADICAAL in 2020 een video op sociale media over de dienstplicht, waarin een video van minister van Defensie Ank Bijleveld over vrouwendienstplicht afgewisseld wordt  met  krantenkoppen die haar standpunten tegenspreken. Bijleveld noemde de video in een reactie 'bizar' en er werd aangifte gedaan tegen RADICAAL.
Hetzelfde jaar toonde RADICAAL op sociale media een satirische wervingsposter die verwijst naar politiegeweld en racisme binnen de politie. De Politievakbond ACP riep op tot actie tegen deze berichten en een groep agenten deed aangifte wegens laster, smaad en belediging. Als reactie paste RADICAAL de poster aan zodat afgebeelde agenten niet meer zichtbaar waren.